# Gianfranco Lombardi
Gianfranco Lombardi, detto Dado (Livorno, 20 marzo 1941 – Cocquio-Trevisago, 22 gennaio 2021), è stato un cestista e allenatore di pallacanestro italiano.
Soprannominato da tutti Dado, per via della grossa mole che lo caratterizzava, è considerato tra i più grandi giocatori italiani degli anni sessanta, simbolo della pallacanestro bolognese e colonna della nazionale italiana. Pur non avendo mai vinto alcuno scudetto, è stato inserito nell'Italia Basket Hall of Fame.

## Biografia

### Carriera da atleta
Cresciuto nella Pallacanestro Livorno e scoperto da Vittorio Tracuzzi, Dado Lombardi spende quasi tutta la sua carriera da atleta a Bologna. Il suo unico risultato di prestigio con la Virtus è il secondo posto nel 1960-61; è però uno dei giocatori più importanti della storia della squadra bolognese, avendo giocato oltre 268 presenze in campionato. Nel 1970 passa alla Fortitudo, per 25 milioni di lire. Nel 1972-73 disputa a Rieti la sua ultima stagione da giocatore. In totale, ha disputato 316 partite in Serie A, segnando 5470 punti.
È risultato per due stagioni il miglior marcatore nel 1963-64 e nel 1966-67, segnando rispettivamente 594 e 552 punti con la Virtus Bologna.

#### Nazionale
- Esordio: Istanbul, 21 maggio 1959:  Italia- Israele 74-59
- Presenze: 113
- Punti: 1408

Ha preso parte alle Olimpiadi del 1960, (dove è stato inserito nel quintetto ideale della manifestazione), 1964 e 1968, agli Europei Istanbul 1959 e Mosca 1965 e ai Mondiali Rio de Janeiro 1963 e Montevideo 1967.

Ha vinto i IV Giochi del Mediterraneo disputati a Napoli nel 1963.

### Carriera da allenatore

Damião e Lombardi a Reggio Emilia nel 1997-98

Dopo il ritiro, Lombardi inizia a girovagare per il nord Italia, senza mai trovare una collocazione fissa come allenatore. Viene chiamato nel 1972 dalla Sebastiani Rieti, che dirige per tre stagioni, nella prima scendendo in campo anche come giocatore, portandola in serie A ed in semifinale di Coppa Korać. Nel 1975-76 allena la Pallacanestro Pordenone in Serie B portandola a sfiorare la promozione in Serie A2. Dal 1976 al 1982 è sulla panchina della Pallacanestro Trieste, a parte una breve parentesi al Jollycolombani Forlì. Con la squadra giuliana Lombardi conquista una promozione in Serie A1, nel 1979-80, una retrocessione al termine della stagione successiva e una nuova promozione in A1 nella stagione 1981-1982.
La sua carriera prosegue in Serie A2. Nel 1982-83 è a Treviso; nel 1983-84 porta in A1 la Pallacanestro Reggiana, che si salva per due stagioni consecutive nella massima serie. Retrocesso in A2 con il Basket Rimini, ricomincia dalla B guidando nel campionato 87-88 l'ambiziosa Glaxo Verona alla promozione in A2, dove nell'anno successivo termina al quinto posto sfiorando la promozione in A1. Passa quindi a Siena dove in due anni e una doppia promozione conduce la Mens Sana Siena dalla B1 alla A1. Retrocede però l'anno successivo, concludendo il proprio rapporto con Siena. Nel 1992 torna a Livorno per un biennio nella Libertas Pallacanestro, dove viene esonerato a metà della seconda stagione.
Conquista l'ultima promozione in carriera sulla panchina della Polti Cantù nel 1995-96, ai play-off contro Reggio Emilia. Arrivato ai quarti dei play-off per lo scudetto e alla finale di Coppa Italia sempre con Cantù, lascia la Lombardia per un altro triennio alla Reggiana (con una semifinale per lo scudetto nel 1997-98) e chiude come allenatore con l'11º posto in A1 del Varese Roosters nel 2000-01. Nel 2002-03 è il general manager della Virtus Bologna, l'ultima stagione prima della radiazione. Nel 1999 fu la voce tecnica che affiancò Franco Lauro nelle telecronache delle partite del Campionato Europeo vinto dall'Italia.

## Statistiche
Statistiche aggiornate al 1º gennaio 2009
| Stagione        | Squadra       | Competizione | Partite | Partite | Partite | Statistiche tiro | Statistiche tiro | Statistiche tiro | Altre statistiche | Altre statistiche | Altre statistiche | Altre statistiche | Altre statistiche |
| Stagione        | Squadra       | Competizione | Pres.   | Titol.  | Minuti  | Tiri da 2        | Tiri da 3        | Liberi           | Rimb.             | Assist            | Rubate            | Stopp.            | Punti             |
| --------------- | ------------- | ------------ | ------- | ------- | ------- | ---------------- | ---------------- | ---------------- | ----------------- | ----------------- | ----------------- | ----------------- | ----------------- |
| 1963-1964       | Knorr Bologna | Elette       |         |         |         |                  |                  |                  |                   |                   |                   |                   | 594               |
| 1966-1967       | Candy Bologna | Serie A      |         |         |         |                  |                  |                  |                   |                   |                   |                   | 552               |
| Totale carriera |               |              |         |         |         |                  |                  |                  |                   |                   |                   |                   |                   |

## Palmarès

### Club
- Promozione in Serie A1: 5
Pall. Trieste: 1979-80; Pall. Trieste: 1981-82; Pall. Reggiana: 1983-84; Mens Sana Siena: 1990-91; Pall. Cantù: 1995-96.
- Membro dell'Italia Basket Hall of Fame.

### Nazionale
- Giochi del Mediterraneo

 Napoli 1963